# Cercomacra ferdinandi
El hormiguero de Bananal (Cercomacra ferdinandi), también denominado hormiguerito de Bananal, es una especie de ave paseriforme de la familia Thamnophilidae perteneciente al género Cercomacra. Es endémica del Brasil central. 

## Distribución y hábitat
Se distribuye a lo largo de ambas márgenes del río Araguaia desde la isla del Bananal al menos hasta Araguatins, en ambas márgenes del río Tocantins entre Palmeirante y Babaçulândia y en la orilla derecha hasta el municipio de São Pedro da Água Branca y a lo largo de otros afluentes menores de los ríos Araguaia y Tocantins. Las localidades se sitúan en los estados de Tocantins, Mato Grosso, Pará y Maranhão, en el Brasil central. Hasta recientemente se pensaba que se restringía a la cuenca del Araguaia, pero ahora se sabe que es un endemismo de la cuenca del Tocantins-Araguaia.
Su hábitat natural son los bosques inundables de várzea, donde caza insectos e invertebrados en el sotobosque. Es más abundante en las tierras del oeste de Cantão, que constituyen el bosque inundado más grande del sureste del Amazonas.

## Estado de conservación
El hormiguero de Bananal ha sido calificado como «amenazado de extinción en grado vulnerable» por la Unión Internacional para la Conservación de la Naturaleza (IUCN), debido a que se sospecha que su población total, preliminarmente estimada en 15 000 a 30 000 individuos, haya sufrido una rápida disminución debido a la destrucción de su hábitat ribereño causada por la construcción de grandes plantas hidroeléctricas dentro de su zona. Se proyecta que esta disminución continúe debido a los planes de otras futuras construcciones.

### Acciones de conservación
Gran parte de la zona de distribución de la especie se encuentra dentro del Parque nacional de Araguaia, pero se desconoce el grado de protección proporcionado por esta unidad de conservación.

## Sistemática

### Descripción original
La especie C. ferdinandi fue descrita por primera vez por la ornitóloga germano - brasileña Maria Emilie Snethlage en 1928 bajo el mismo nombre científico; localidad tipo « Furo de Pedra, Ilha do Bananal, Goiás [hoy Tocantins], Brasil.»

### Etimología
El nombre genérico femenino «Cercomacra» deriva del griego «kerkos»: cola y «makros»: larga, significando «de cola larga»; y el nombre de la especie «ferdinandi», conmemora a Ferdinand Maximilian Karl Leopold Maria of Saxe-Coburg-Gotha (1861-1948), príncipe y zar de Bulgaria.

### Taxonomía
En base al plumaje, a las vocalizaciones y a la ecología, se sugiere que forma parte de un clado con Cercomacra nigricans, C. melanaria y C. carbonaria, el llamado «grupo C. nigricans», y esto está bien respaldado por amplios estudios genético-moleculares recientes. Es monotípica.